# Royal Caribbean Cruises Ltd.
Royal Caribbean Cruises Ltd.  — американська транспортно-туристична компанія зі штаб-квартирою в Маямі, що надає послуги з організації та обслуговування морських круїзів та повітряних пасажирських перевезень. Зареєстрована в місті Монровія в Ліберії. Один зі світових лідерів галузі.
Компанія заснована 1997 року в Маямі як група судноплавних компаній з організації туристичних подорожей. Особливе місце в структурі концерну займає круїзна компанія «Royal Caribbean International».

## Структура
- Royal Caribbean International
- Celebrity Cruises
- Azamara Club Cruises
- TUI Cruises
- Pullmantur Cruises
- CDF Croisières de France
- Grand Bahama Shipyard
- SkySea
- Wamos Air